# Adam Wright
Adam Wright (Huntington Beach, 4 de maio de 1977) é um jogador de polo aquático estadunidense, medalhista olímpico.

## Carreira
Adam Wright fez parte do elenco medalha de prata de Pequim 2008.